# پیتر منسبریج
پیتر مَنسبریج (انگلیسی: Peter Mansbridge؛ زادهٔ ۶ ژوئیهٔ ۱۹۴۸) یک روزنامه‌نگار، خبرنگار و گوینده اخبار اهل کانادا است.
او یکی از گویندگان مشهور شبکهٔ خبری سی‌بی‌سی و مجری برنامهٔ محبوب «نشنال» است که هر روز از تلویزیون سی‌بی‌سی پخش می‌شود.
پیتر مَنسبریج تا کنون برندهٔ جوایز گوناگونی در زمینه حرفهٔ خبرنگاری شده است. او دارای دکترای افتخاری از دانشگاه مونت آلیسون است و تا سال ۲۰۱۷ میلادی، مدیر اجرایی این دانشگاه خواهد بود.

## اَوان زندگی
پیتر مَنسبریج زادهٔ شهر لندن در انگلستان است. پدر او، «استنلی هَری مَنسبریج»، از افسران عالی‌رتبهٔ نیروی هوایی سلطنتی بریتانیا بود که بابت خدماتش در جنگ جهانی دوم در نقش ناوبر و راهبر در بمب‌افکن «آورو لانکاستر»، موفق به دریافت «مدال صلیب پرواز ممتاز» شد. پس از مهاجرت به کانادا، پیتر ابتدا به دبیرستان «انتسیتو گلیب کولیجت» در اتاوا رفت، اما پس از مدتی آنجا را ترک کرد و از سال ۱۹۶۶ تا ۱۹۶۷ در «نیروی دریایی سلطنتی کانادا» خدمت کرد و پس از آن به دبیرستان «ترینیتی کالج اسکول» در «پورت هُپ» در انتاریوی جنوبی رفت و در آنجا ادامه تحصیل داد.

## شغل خبرنگاری

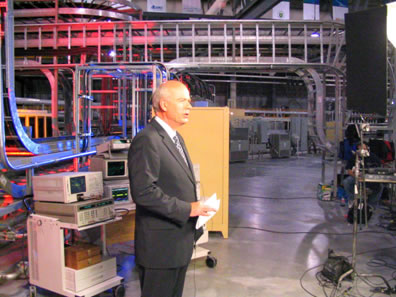
پیتر منسبریج برنامه ملی CBC را افتتاح می کند، 21 اکتبر .2004

پس از فارغ‌التحصیلی از دبیرستان، پیتر مدتی را به عنوان فروشندهٔ بلیط برای خطوط هوایی «ترنس‌اِیر» در «فرودگاه وینستون چرچیل» واقع در شهر «چرچیل» در استان منیبا گذراند و در همین‌جا بود که «گستون کارپنتیر» (رئیس یک ایستگاه رادیوییِ محلی متعلق به سی‌بی‌سی) استعداد او را کشف کرد. پیتر مشغولِ اعلامِ پرواز برای مسافرانِ منتظر در سالن بود که «گستون کارپنتیر» صدا و لحن او را شنید. کارپینتیر، از پیتر که در آن هنگام ۱۹ سال سن داشت، خواست تا مجری یک برنامهٔ شبانگاهی رادیویی شود. پس از مدتی و در سال ۱۹۷۱ میلادی، پیتر به وینیپگ آمد و به‌عنوانِ خبرنگار و مجریِ شبکهٔ رادیویی و تلویزیونی محلی آنجا مشغول بکار شد.
در سال ۱۹۷۵ میلای، پیتر به شهر ساسکاچوان رفت تا خبرنگارِ برنامهٔ مهمِ خبریِ «نشنال» شود. در سال ۱۹۷۶ میلادی او را به اتاوا منتقل کردند تا اخبار پارلمان کانادا را پوشش دهد. پس از یک دهه فعالیت در زمینهٔ اخبارِ سیاسی، پیتر در سال ۱۹۸۸ میلادی جایگزین مجری و خبرنگار برجستهٔ کانادایی «نولتون نَش» گردید و حتی «نولتون نَش» برای آنکه پیتر را در کانادا نگه دارد، خود را بازنشسته کرد.
پیتر در دو نوبت، ابتدا در سال‌های ۱۹۸۸ تا ۱۹۹۲ میلادی و سپس از سال ۱۹۹۵ تا کنون، مجری و گردانندهٔ برنامهٔ مشهور «نشنال» بوده است.
او در سال ۱۹۹۹ میلادی، برنامهٔ دیگری را با اجرای خودش تحت عنوان «گفتگوی رو در رو با پیتر مَنسبریج» راه انداخت که در آن با افرادِ خبرساز مصاحبه می‌کند.
پیتر مَنسبریج هم‌اکنون، باسابقه‌ترین مجری تلویزیونی در کانادا محسوب می‌شود. او همچنین تنها مجریِ مرد در میان سه «مجری خبری اصلی» در تلویزیون کاناداست.
(دو مجریِ اصلی دیگر، بانوان «دانا فریسن» و «لیسا لافِلَم» هستند)

## زندگی خصوصی
پیتر مَنسبریج تا کنون سه مرتبه ازدواج کرده است. همسر اولش «پـِرَم دیلون» نام داشت که در سال ۱۹۷۵ از یکدیگر جدا شدند و حاصل آن، دو فرزندِ دختر بود. سپس با یکی از همکارانش در شبکه سی‌بی‌سی به نام «وندی مسلی» ازدواج نمود که از سال ۱۹۸۹ تا ۱۹۹۲ بطول انجامید و سرانجام، با هنرپیشهٔ کانادایی «سینتیا دِیل» در سال ۱۹۹۸ ازدواج کرد که حاصل آن یک فرزندِ پسر به نام ویلیام است که در سال ۱۹۹۹ به دنیا آمد.
پیتر ساکن شهر استراتفورد در جنوب‌غربی استان انتاریو است و یک خانهٔ ویلایی تابستانی نیز در منطقهٔ سرسبزِ «گتینو هیلز» دارد. او از هواداران تیم هاکی روی یخ «وینیپگ جتز» است.

## جوایز، نشان‌ها و مدارک افتخاری
پیتر مَنسبریج تا کنون ۱۲ مرتبه برندهٔ «جایزهٔ جیمنی» شده است. (جایزهٔ آکادمی سینما و تلویزیون کانادا، که به افراد برجسته در حوزهٔ تلویزیون اهدا می‌شود و مشابهِ جایزه امی در آمریکاست). او در سال ۲۰۰۸ میلادی، دومین نشان و رتبهٔ برجسته کشوری کانادا را (Officer of the Order of Canada) دریافت کرد و در سال ۲۰۱۲ میلادی نیز از جانب الیزابت دوم «مدال ویژه الماس کوئین الیزابت دوم» را به‌خود اختصاص داد. برخی از مدارک افتخاری او به شرح زیر است:
| سال  | دانشگاه                                 | مدرک افتخاری    |
| ---- | --------------------------------------- | --------------- |
| ۱۹۹۹ | دانشگاه مونت آلیسون، سکویل، نیوبرانزویک | دکترای حقوق     |
| ۲۰۰۱ | دانشگاه منیتوبا، وینیپگ                 | دکترای حقوق     |
| ۲۰۰۵ | دانشگاه رایرسون، تورنتو                 | دکترای خبرنگاری |
| ۲۰۰۸ | دانشگاه وسترن انتاریو، لندن، انتاریو    | دکترای حقوق     |
| ۲۰۱۰ | دانشگاه ویندزور، وینزر، انتاریو         | دکترای حقوق     |
| ۲۰۱۴ | دانشگاه کارلتون، اتاوا، کانادا          | دکترای حقوق     |